# Иркутский военный округ

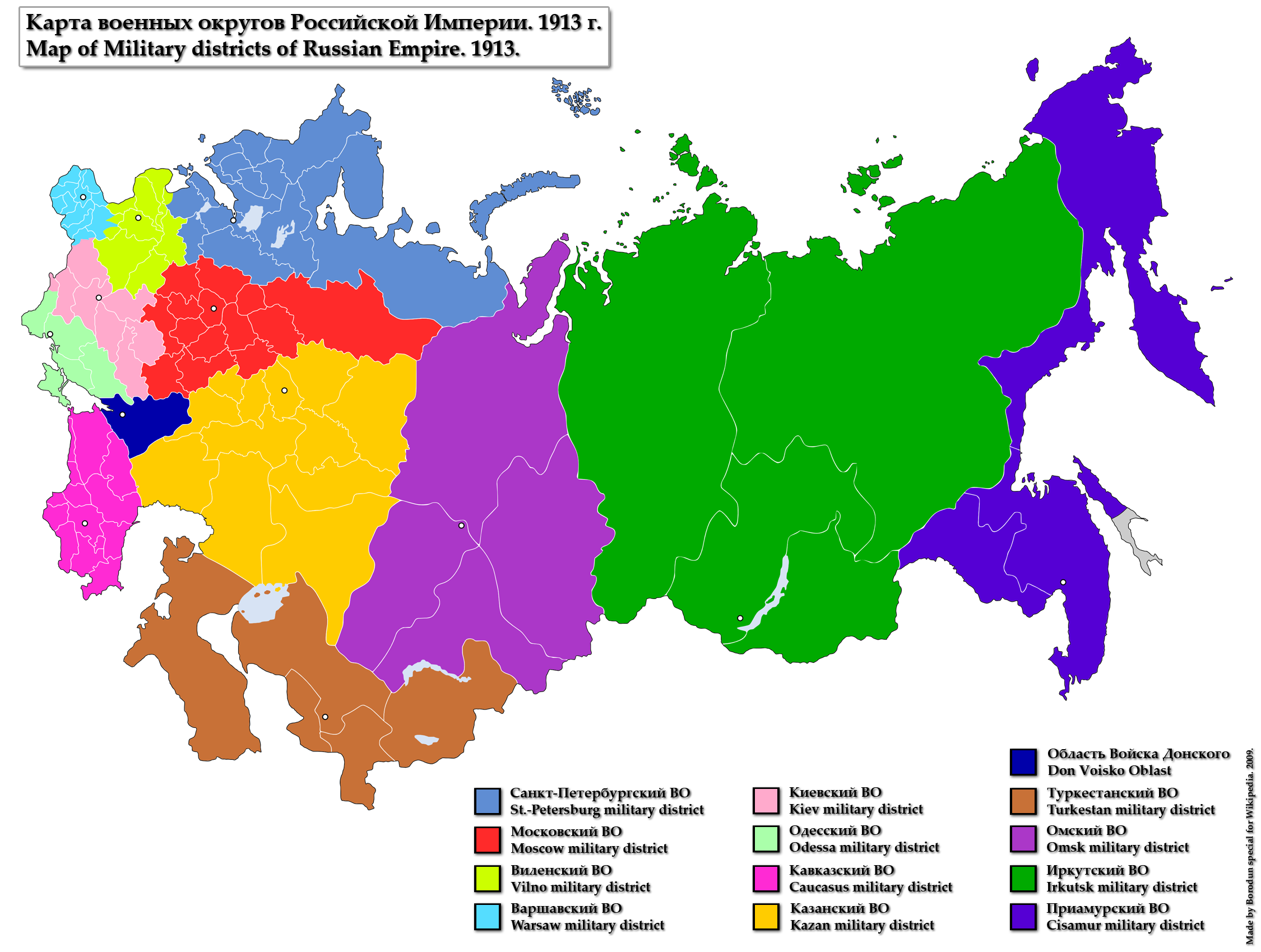
Карта военных округов России, 1913 год.

Иркутский военный округ — административное и территориальное формирование (военный округ) Вооружённых Сил Российской империи.
Территориальное общевойсковое объединение соединений, частей, военно-учебных заведений и различных местных военных учреждений. Округ возглавлял командующий войсками, назначаемый и смещаемый императором. Обычно командующий войсками одновременно занимал до 2 сентября 1887 года должности Генерал-губернатора Восточной Сибири и войскового наказного атамана Забайкальского казачьего войска, а с 2 сентября 1887 года должности Иркутского генерал-губернатора и войскового наказного атамана Забайкальского казачьего войска.

## История

### Первое формирование
Иркутский военный округ образован 14 июля 1884 года в соответствии с приказом № 215 в результате раздела Восточного Сибирского военного округа, но реально стал функционировать только к сентябрю. Изначально, 20 мая 1884 года император Александр III утвердил «Положение Военного совета об образовании из Восточного Сибирского военного округа двух военных округов — Иркутского и Приамурского». В него входили Иркутская и Енисейская губернии, Якутская область.
Все существовавшие военно-окружные управления Восточного Сибирского округа были преобразованы для создававшегося Приамурского военного округа, поэтому систему управления Иркутским округом начали создавать с нуля. При этом наибольшее значение придавалось Приамурскому округу в связи с военной угрозой со стороны Англии и Китая, а Иркутский рассматривался как тыловой. Из-за чего последний имел упрощенную структуру. Так, в округе не создавался Военно-окружной совет, а также окружные интендантское, артиллерийское, инженерное и военно-медицинское управления. Штаты ряда формируемых местных военных органов были разработаны специально для Иркутского и Приамурского военных округов как временные сроком на два года.
Для руководства войсками был создан окружной штаб по особому штату, на начальника которого также было возложено исполнение обязанностей начальника местных войск. В составе штаба была предусмотрена должность окружного военно-медицинского инспектора. Заведование интендантской частью было возложено на главного смотрителя Иркутского вещевого склада, при котором было учреждено управление по специально разработанному штату. Находившийся в Иркутске отдел Читинского окружного артиллерийского склада был преобразован в Иркутский склад.
На 25 декабря 1884 года в состав округа входили: Иркутский и Красноярский резервные пехотные батальоны (5-ротного состава), 9 местных команд, 26 конвойных команд и Иркутская дисциплинарная рота, а также две сотни казаков (Иркутская и Красноярская). Какие-либо боевые части в округе отсутствовали. После ввода в строй Транссибирской магистрали, упростившей задачу конвоирования заключённых, в 1897 году 5 конвойных команд были упразднены, а к моменту ликвидации округа в 1899 году, их осталось всего 8. Состав и численность других войск не изменялись.
Списочный состав военнослужащих, нижних чинов и офицеров, соответственно, включал: в 1884 году — 4975 и 127 чел., 1 января 1887 года — 4623 и 126, 1 января 1899 года — 4798 и 144 чел.
Упразднён 18 июня 1899, территория и войска вошли в состав Сибирского военного округа.

### Второе формирование
В апреле 1906 года, согласно приказу № 292 от 12 мая 1906 года, воссоздан вновь. При этом, кроме указанных выше регионов в его состав вошла также Забайкальская область. Новый округ начал функционировать с 2 октября 1906 года.
К 1 августа в округе дислоцировались:
- управление
- 2-й Сибирский армейский корпус
  - 4-я Восточно-Сибирская стрелковая дивизия (16 батальонов)
  - 5-я Восточно-Сибирская стрелковая дивизия (16 батальонов)
  - Забайкальская казачья бригада (18 сотен)
  - 4-я Восточно-Сибирская стрелковая артиллерийская бригада (48 орудий)
  - 5-я Восточно-Сибирская стрелковая артиллерийская бригада (48 орудий)
  - 4-й Восточно-Сибирский мортирный артиллерийский дивизион (12 орудий)
  - 4-й Восточно-Сибирский горный артиллерийский дивизион (16 орудий)
  - Забайкальский казачий артиллерийский дивизион (12 орудий)
  - 4-я Восточно-Сибирская парковая стрелковая артиллерийская бригада (3 парка)
  - 5-й Восточно-Сибирский стрелковый артиллерийский парк
  - 4-й Восточно-Сибирский горный артиллерийский парк
  - 4-й Восточно-Сибирский мортирный парковый артиллерийский дивизион (2 парка)
- 3-й Сибирский армейский корпус
  - 7-я Восточно-Сибирская стрелковая дивизия (16 батальонов)
  - 8-я Восточно-Сибирская стрелковая дивизия (16 батальонов)
  - 1-я Сибирская пехотная резервная бригада (8 батальонов)
  - Иркутская казачья сотня
  - Красноярская казачья сотня
  - 7-я Восточно-Сибирская стрелковая артиллерийская бригада (48 орудий)
  - 8-я Восточно-Сибирская стрелковая артиллерийская бригада (48 орудий)
  - 8-й Восточно-Сибирский горный артиллерийский дивизион (16 орудий)
  - 2-й Восточно-Сибирский мортирный артиллерийский дивизион (12 орудий)
  - 3-й Восточно-Сибирский мортирный артиллерийский дивизион (12 орудий)
  - 1-й Сибирский резервный артиллерийский дивизион (24 орудия)
  - 7-й Восточно-Сибирский стрелковый артиллерийский парк
  - 8-й Восточно-Сибирский стрелковый артиллерийский парк
  - 7-й Восточно-Сибирский горный артиллерийский парк (временно командирован на Кавказ)
  - 8-й Восточно-Сибирский горный артиллерийский парк
  - 2-й Восточно-Сибирский мортирный артиллерийский парк
  - 3-й Восточно-Сибирский мортирный артиллерийский парк
  - 1-й Сибирский резервный артиллерийский парк
- Иркутская местная бригада (7 команд)
- местная команда Забайкальской области
- 1-я Восточно-Сибирская запасная пешая батарея
- 2-я Восточно-Сибирская запасная пешая батарея
- 1-й Восточно-Сибирский осадный артиллерийский полк
- Иркутская сапёрная бригада
  - 2-й, 5-й и 6-й Восточно-Сибирские сапёрные батальоны
  - 2-й и 3-й Восточно-Сибирские понтонные батальоны
  - 2-й Восточно-Сибирский военно-телеграфный батальон
  - 2-й Восточно-Сибирский полевой воздухоплавательный батальон
  - 2-я Восточно-Сибирская рота искрового телеграфа
  - Иркутский инженерный парк
- Иркутская полевая железнодорожная рота
- Иркутский дисциплинарный батальон

В ходе военной реформы 1910 года наименование «Восточно-Сибирский» у всех частей было заменено на «Сибирский», были изменены состав и численность войск.
В 1914 году после начала Первой мировой войны и вступления в неё Японии на стороне Антанты, 2-й и 3-й Сибирские армейские корпуса убыли на фронт, где вошли в состав 10-й армии. На территории округа остались только части Забайкальского казачьего войска, некоторые подразделения были выведены в Монголию. Кроме того, в округе шло формирование запасных частей.
Декретом СНК от 4 мая 1918 г. на территории округа начал создаваться Средне-Сибирский ВО.

## Командующие войсками округа (1884—1899 и 1906—1919)
- 14.07.1884-01.01.1885 — генерал-лейтенант Дмитрий Гаврилович Анучин;
- 04.01.1885-13.05.1889 — генерал-майор (с 30.08.1886 — генерал-лейтенант) граф Алексей Павлович Игнатьев;
- 26.05.1889-30.06.1899 — генерал-лейтенант (с 1893 генерал от инфантерии) Александр Дмитриевич Горемыкин;
- 25.04.1906-21.07.1910 — генерал-лейтенант (с 6.12.1907 — генерал от инфантерии) Андрей Николаевич Селиванов;
- 10.08.1910-10.03.1911 — генерал-лейтенант (с 6.12.1910 — генерал от инфантерии) Александр Васильевич Брилевич;
- 11.03.1911-13.06.1912 — генерал от артиллерии Владимир Николаевич Никитин;
- 19.06.1912-11.08.1914 — генерал от инфантерии Алексей Ермолаевич Эверт;
- 08.1914-11.1914 — генерал от артиллерии Аркадий Никанорович Нищенков (врио);
- 10.11.1914-?.1915 — генерал от инфантерии В. Е. Бухольц;
- 7.10.1915-после 7.03.1917 — генерал от инфантерии Яков Фёдорович Шкинский;
- 03.1917-?07.1917 полковник (с 4.1917 генерал-майор) П. Г. Фелицын;
- генерал-майор Н. П. Наперстков (в отсутствие П. Г. Фелицына)
- ?-09.1917 врид А. А. Краковецкий
- генерал-майор С. Н. Самарин
- 17.07.1918-25.12.1918 — полковник Александр Васильевич Элерц-Усов
- 25.12.1918-17.02.1919 — генерал-майор Вячеслав Иванович Волков
- 18.02-24.12.1919 г. — генерал-лейтенант Василий Васильевич Артемьев;